# Lago di Molveno
Lago di Molveno je jezero v italské provincii Trentino na východní straně pohoří Brenta.

## Poloha
Jezero se nachází v nadmořské výšce 822 m n. m., je dlouhé asi 4,4 km a hluboké až 124 m. Nachází se západně od řeky Adiže v zářezu, který odděluje skupinu Brenta od horského hřebene Paganella-Monte Gazza na východě a klesá od Andala ke Stenicu. Po jezeře Caldonazzo je to druhé největší jezero v provincii Trentino.
Široký poloostrov zasahující do jezera na členitém západním břehu uprostřed jezera dává jezeru Molveno nepravidelný tvar. Podél mírněji se svažujícího východního břehu vede státní silnice Strada Statale 421 dei Laghi di Molveno e Tenno, zatímco západní břeh lemuje stará vozová cesta, která byla kdysi jediným spojením do Molvena z jihu. Tato přístupová cesta, která je dnes zčásti součástí přírodního parku Adamello-Brenta, měla strategický význam a byla opevněna, o čemž svědčí tzv. napoleonské reduty (italsky Fortini di Napoleone) na poloostrově zasahujícím do jezera.
Na nejzazším severním cípu se nachází úzký zářez široký asi 400 m a 60 m, který je považován za samostatné rameno jezera a nese název Lago di Bior. Do tohoto ramene se vlévá řeka Rio Lambin, která je nejdůležitějším přítokem do jezera. Povodí jezera Lago di Molveno je poměrně malé a omezuje se na Monte Gaza na východě, Passo di Andalo na severu a Brentu na západě. Nemá přímý odtok. Jeho průsaky však napájejí pramen Torrente Bondai, který se nachází pod jezerem. Až do 50. let 20. století, kdy bylo využíváno k výrobě elektřiny, bylo jezero Molveno známé svou křišťálově čistou vodou. Do té doby bylo možné pomocí Secchiho disku měřit hloubku viditelnosti 14 m. Jeho intenzivní modrá barva, kterou bylo jezero známé, byla způsobena tím, že ve vodě bylo velmi málo fytoplanktonu. Podnebí u jezera je mírné, takže jezero jen velmi zřídka zamrzá.
Jediným městem u jezera je Molveno na severozápadním břehu.

## Původ
Jezero vzniklo sesuvem, který se sesunul z jihozápadní strany po poslední době ledové, když tlak vytvořený ledovými masami na horských svazích opadl. Svědčí o tom i četné pařezy bývalého lesa, které byly odhaleny v roce 1951, kdy byla při stavebních pracích pro plánované elektrické využití jezera výrazně snížena hladina vody. Dochované pařezy ležely z velké části vyvrácené nebo poškozené v prohlubni, pozdějším jezerním dně, což naznačuje, že svah se pravděpodobně ponořil poměrně prudce do hlubin. Pomocí radiokarbonové metody bylo možné určit, že jezero Molveno muselo vzniknout kolem roku 1000 př. n. l. Na základě odebraných vzorků dřeva bylo také možné určit, že dřeviny lesa, který byl pohřben před několika tisíci lety, byly totožné s těmi, které se zde nacházejí dnes. Zároveň byly nalezeny různé artefakty z doby železné, které svědčí o tehdejší přítomnosti člověka.

## Využití jezera
Již v roce 1925 se objevily první plány na využití jezera Molveno k výrobě elektřiny, a to odvedením vody z horního toku řeky Sarca a potoka Torrente Arnò v údolí Breguzzo u Bonda do jezera prostřednictvím několika nádrží a čerpacích stanic, a jeho využití jako vyrovnávací nádrže pro níže položenou elektrárnu. V roce 1940 byla za tímto účelem založena společnost Società Idroelettrica Sarca Molveno (SIM). První práce na projektu se však uskutečnily až po druhé světové válce v roce 1949.
V roce 1953 byla poprvé přivedena voda z horního toku řeky Sarca do jezera Molveno pětikilometrovým tunelem přes Brentu. Přítok se nachází v jihozápadní části jezera. Na východním břehu vedou přes Monte Gazza dva svody do jeskynní elektrárny u jezera Lago di Santa Massenza v údolí Valle dei Laghi, asi 600 m níže. Projekt původně počítal s výškou hráze až 35 m nad přirozenou hladinou vody. Kvůli silným protestům místních obyvatel byla maximální výška hráze snížena na 15 m a již postavená hráz na jižním břehu byla odstraněna.
Voda z jezera Molveno se také využívá k výrobě elektřiny v jeskynní elektrárně Lago di Nembia, která leží téměř 70 m pod hladinou. Umělý odvodňovací kanál na jižním břehu jezera Molveno slouží jako přepad.
Jeho využívání jako vyrovnávací nádrže vedlo k určitým změnám v ekosystému jezera. Přítok vody ze Sarky, která je napájena především ledovci skupiny Adamello-Presanella, přinesl do jezera Molveno mnohem chladnější vodu bohatou na sedimenty. Zásahem se také změnil obsah kyslíku ve vodě, což mělo vliv na rybí populaci. Hladina vody v důsledku přerušovaného odběru vody značně kolísá a v zimních měsících je nejnižší. Až do konce 80. let 20. století byl odběr stanoven na nejnižší hodnotu 740 m n. m. a následně byl zvýšen na 780 m n. m., což je rozdíl 43 m oproti normální hladině 822 m n. m., která je dosahována od začátku června do konce září. V roce 2008 přešla výroba elektřiny ze společnosti Enel na autonomní provincii Trento, což vedlo k dalšímu snížení maximálního odběru, zejména v zimních měsících.

## Fotogalerie

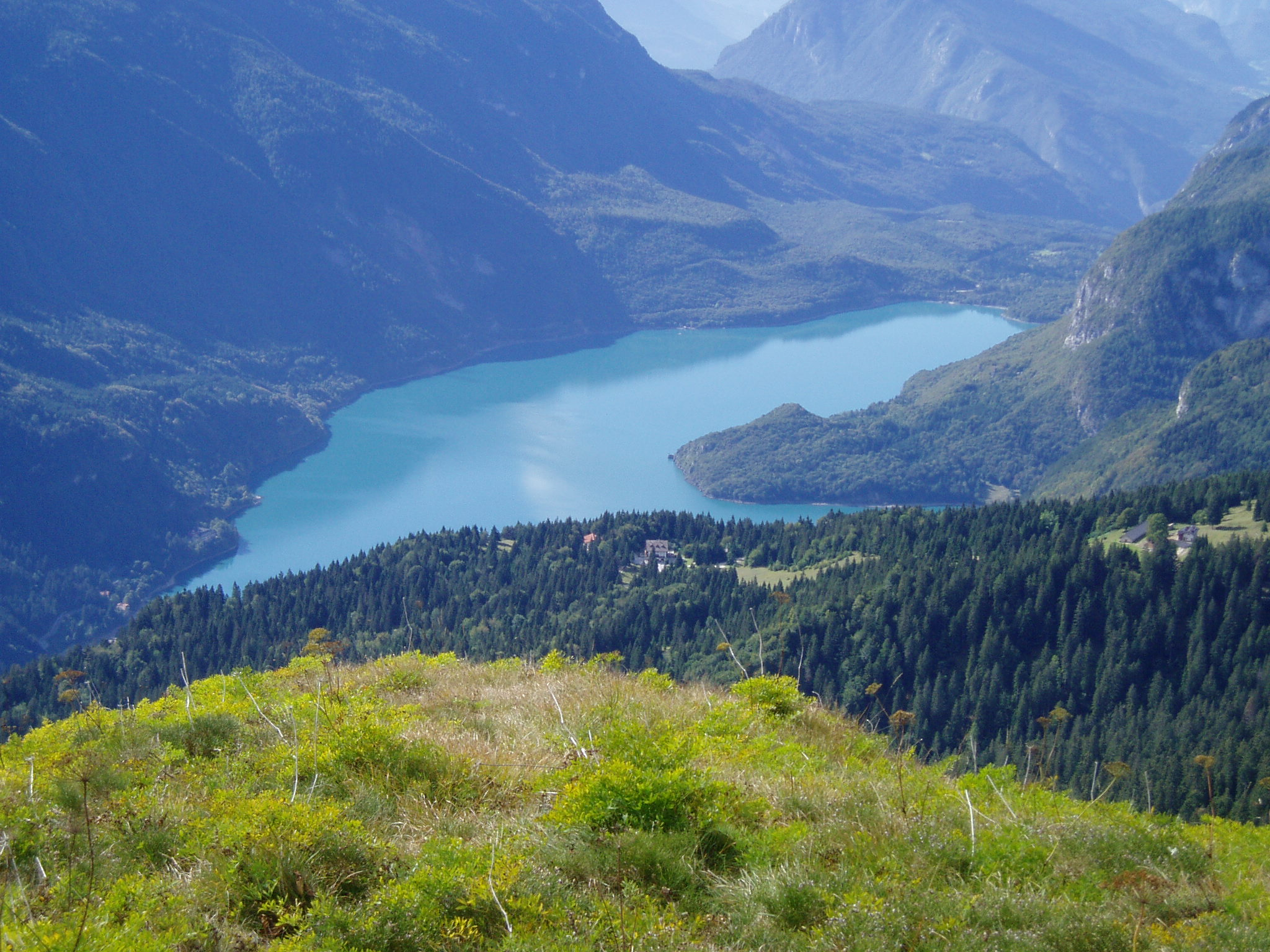
Lago di Molveno s poloostrovem na západním břehu
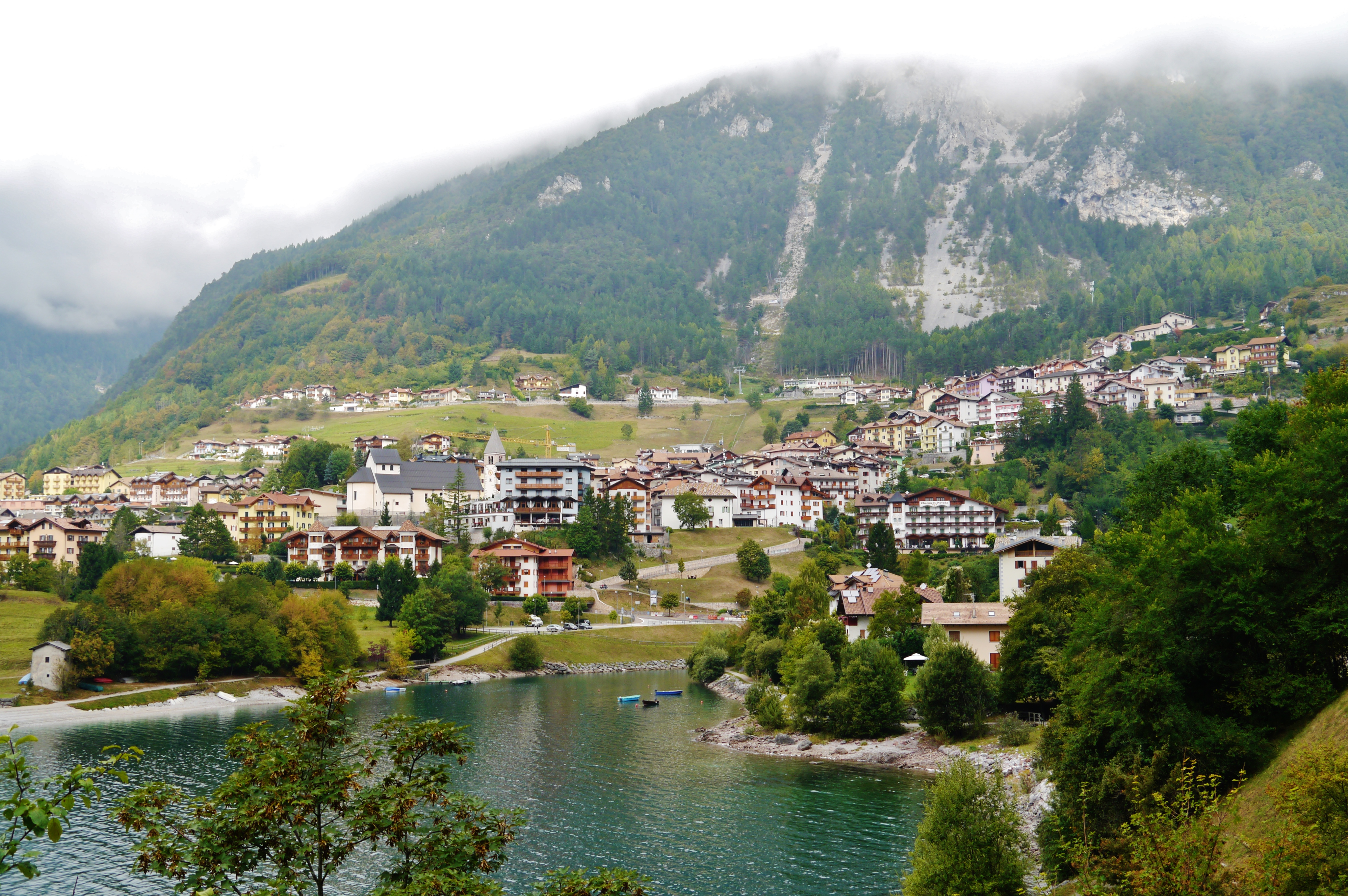
Molveno na severozápadním pobřeží
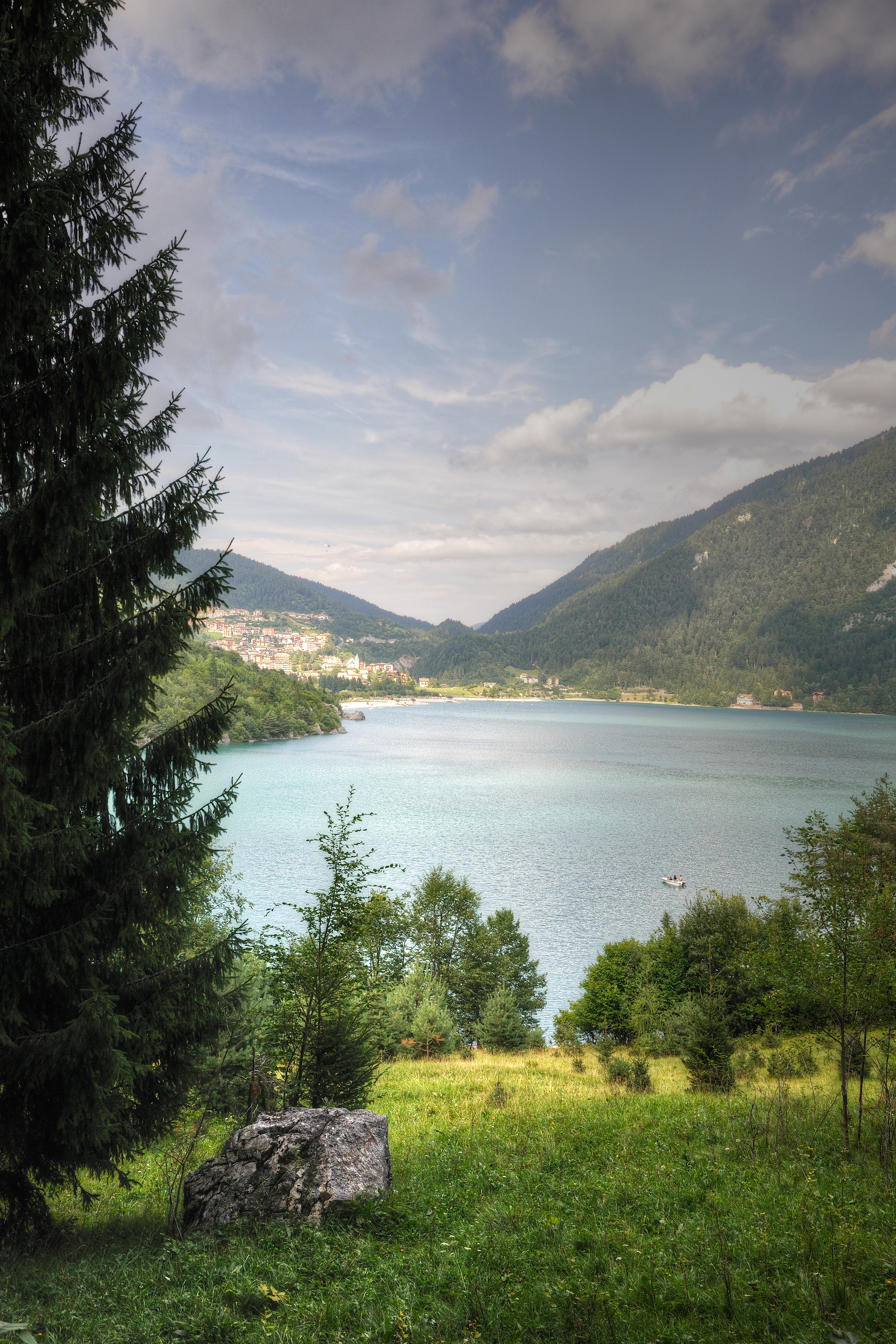
pohled od napoleonských redut směrem na sever k sedlu Andalo
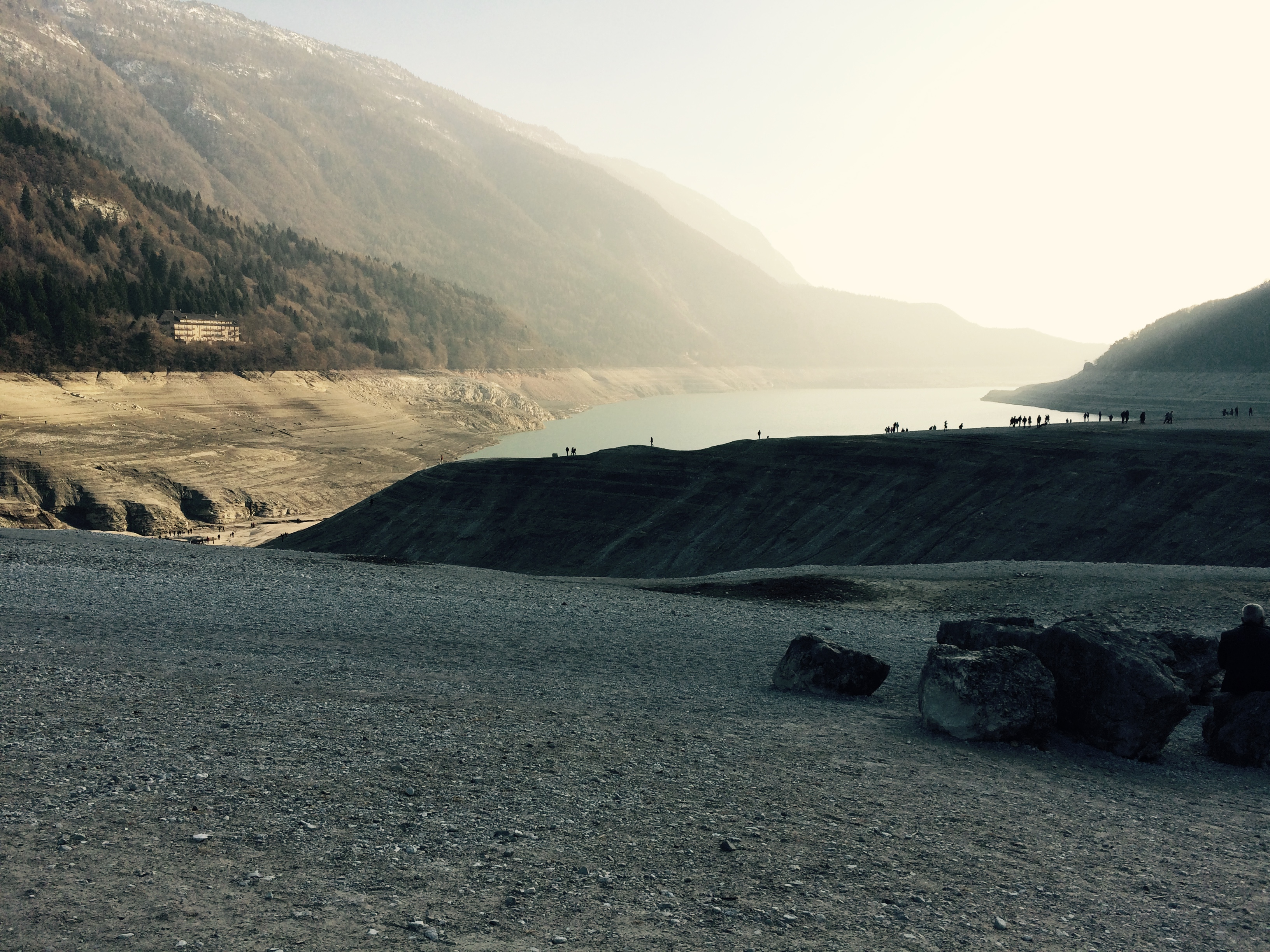
pohled na jezero vypuštěné kvůli opravě vodní elektrárny (2017)